# آدرنالیت
آدرنالیت (انگلیسی: Adrenalitis) که آدرنیت نیز خوانده می‌شود, به معنای التهاب یک یا هر دو غده فوق‌کلیه است که می‌تواند منجر به کمبود اپی‌نفرین یا نوراپی‌نفرین در بدن شود.
انواع آدرنالیت عبارتند از:
- آدرنالیت گزانتوگرانولوماتوز[۱]
- آدرنالیت خودایمنی (از علل اصلی بیماری آدیسون)
- آدرنالیت هموراژیک